# P.G. Philipsen
Philip Gerson Philipsen (født 27. juli 1812 i København, død 15. april 1877 sammesteds) var en dansk forlægger.
Philipsen etablerede sig 1834 som sortimentsboghandler, men slog snart ind på forlæggervirksomheden. Hans mål som forlægger var at lade videnskabelige værker popularisere, at gøre dem tilgængelige for det store publikum. Det lykkedes ham at få det til at blive en succes, og på hans forlag udkom en række arbejder på naturvidenskabens område, som fik stor udbredelse. Tidsskrift for populære Fremstillinger af Naturvidenskaben (1854-83) på P.G. Philipsens Forlag er blandt andet et betydeligt led i rækken.
På det landøkonomiske, merkantile og religiøse område udgav han en del bøger. Han oversatte også bøger til dansk.
I 1837 var han medstifter af boghandlerforeningen. Ved hans død gik forretningen over til hans enke, Bella Philipsen, som 1880 overdrog den til sine to sønner, Gustav og Ludvig (1855-95). 1895 overgik forlaget til Det nordiske Forlag.
Philipsen er begravet på Mosaisk Nordre Begravelsesplads, Møllegade på Nørrebro.